# Plymouth Concord
Plymouth Concord – samochód osobowy klasy pełnowymiarowej, niższego segmentu cenowego, produkowany pod amerykańską marką Plymouth w latach 1950–1952. 
Stanowił najtańszy model z gamy samochodów Plymouth w tym okresie. Dostępny jako 2-drzwiowe coupé, 2-drzwiowy sedan oraz kombi. Do napędu używano benzynowego silnika R6 o pojemności 3,6 litra, a napęd przenoszony był na oś tylną.

## Historia modelu

### Model 1951

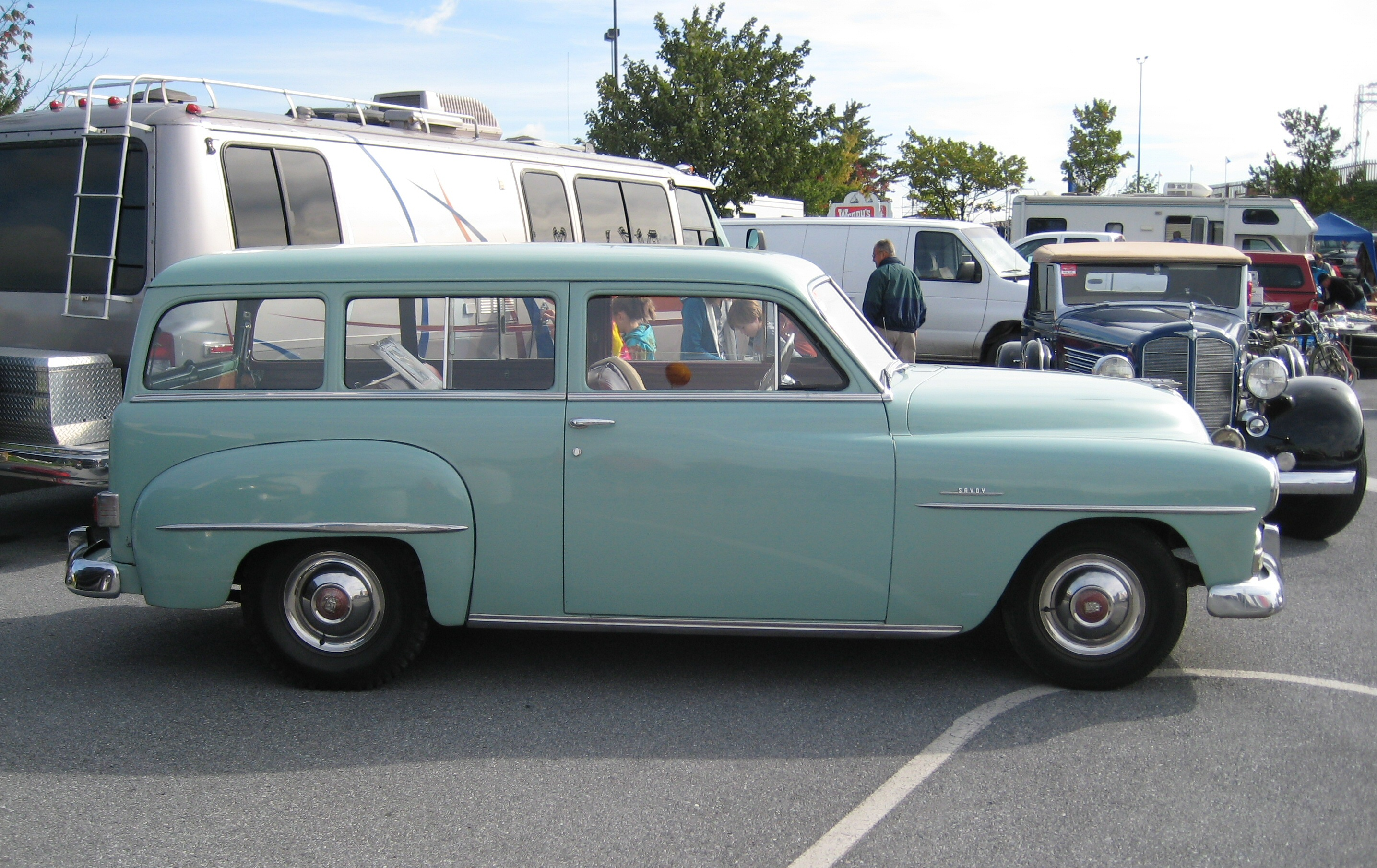
1951 Plymouth Concord Savoy kombi

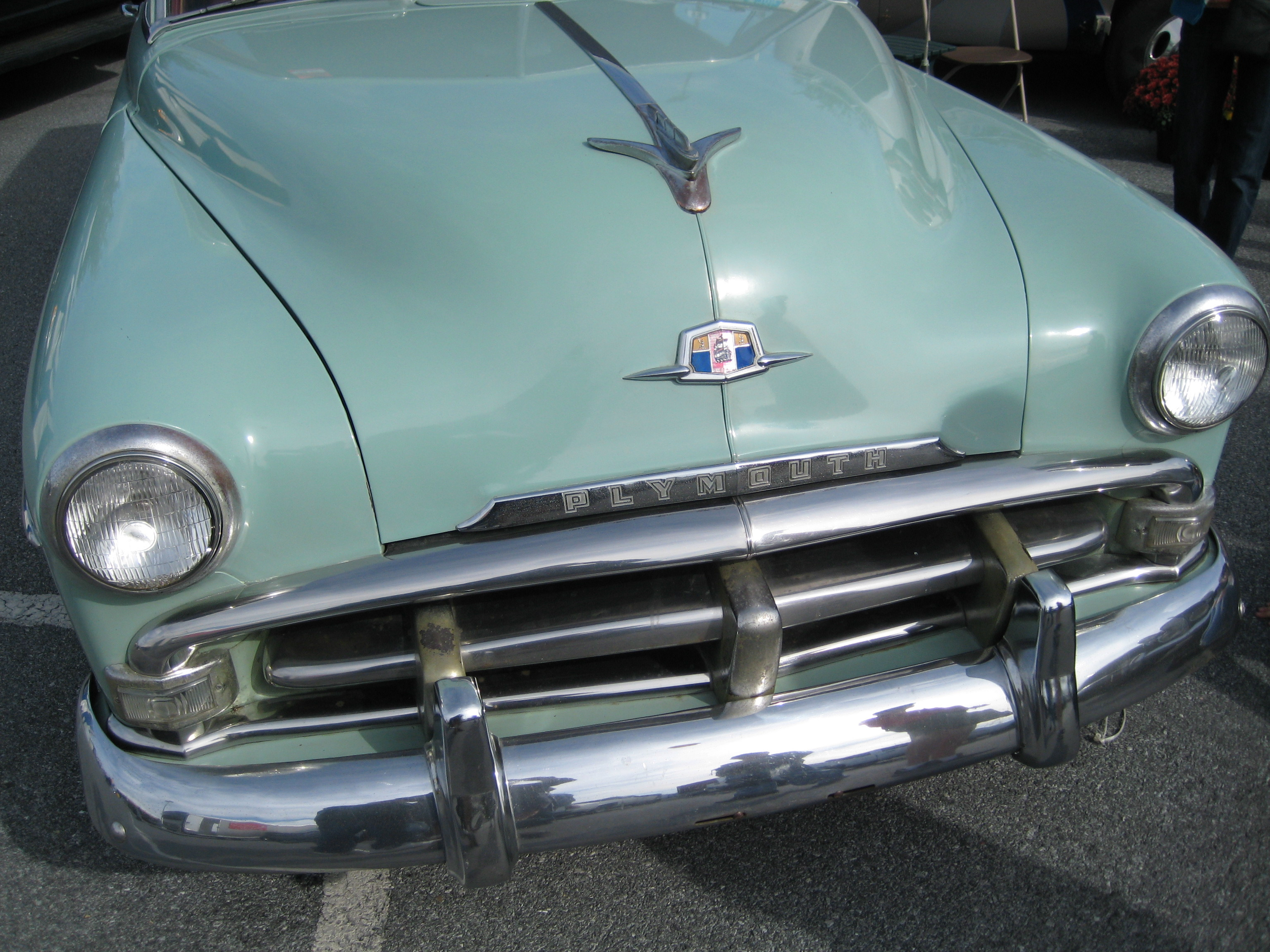
1951 Plymouth Concord - zbliżenie ozdób na masce

Samochody Plymouth na rok 1951 zostały zaprezentowane w grudniu 1950, po raz pierwszy otrzymując nazwy własne zamiast określeń opisowych: Concord, Cambridge i Cranbrook. Wszystkie trzy modele opierały się na tej samej konstrukcji, lecz Concord, o kodzie fabrycznym P22, miał krótszy rozstaw osi od pozostałych – 282 cm (111 cali), będąc w tym zakresie następcą części odmian poprzedniego modelu DeLuxe (P19). Obejmował najtańsze wersje osobowe: trzymiejscowe dwudrzwiowe coupé (three passenger coupe) oraz sześciomiejscowy dwudrzwiowy sedan (two door sedan), ale także dwie odmiany trzydrzwiowego kombi: Suburban i Savoy, które były jedynymi kombi w gamie Plymoutha. Dwudrzwiowy sedan miał nadwozie o profilu fastback, podobnie jak poprzednik. Następcą odmian samochodu Plymouth DeLuxe o dłuższym rozstawie osi (P20) był natomiast Cambridge. Plymouth był przy tym popularną marką koncernu Chryslera, produkującą najtańsze pełnowymiarowe samochody (full-size) – segmentu dominującego wówczas na rynku amerykańskim, konkurując bezpośrednio z Fordem i Chevroletem. 
Konstrukcja samochodu nie była nowa, lecz stanowiła przestylizowany, od początku mało nowoczesny wizualnie model z 1949 roku. Zmiany stylistyczne w stosunku do poprzedniego modelu były niewielkie i głównie dotyczyły przedniej części, w której obniżono i spłaszczono wystającą maskę, ze złagodzonymi przejściami z błotnikami. Całe nadwozie było o 3,5 cm niższe. Zastosowano nową niższą i szerszą atrapę chłodnicy, którą tworzyły trzy poziome belki ze stali nierdzewnej. Górna, wygięta, stanowiła obramowanie atrapy od góry i z boków, gdzie były na niej umieszczone  prostokątne światła postojowe. Dwie niższe belki były połączone trzema pionowymi żebrami, a przedłużenie zewnętrznych żeber stanowiły kły masywnego zderzaka. Nad atrapą na nosie maski był metalowy pas z napisem Plymouth, powyżej emblemat w formie tarczy z żaglowcem „Mayflower” (związanym z miastem Plymouth), a na górze maski ozdoba w formie stylizowanego żaglowca rozcinającego fale. Boczne ozdoby, wspólne dla całej gamy Plymoutha, stanowiły listwy na błotnikach przednich (z nazwą modelu ponad nimi) i na błotnikach tylnych. Nowo zaprojektowana i całkowicie zmieniona była deska przyrządów.  W modelu coupe za trzyosobową kanapą znajdowało się dodatkowe miejsce bagażowe, predestynujące go dla sprzedawców obwoźnych. Wersja kombi miała płaską przestrzeń bagażową o długości 106 cm lub 169 cm przy złożonym oparciu tylnej kanapy, a klapa tylna była dwudzielna, otwierana w dół i do góry.
Silnik pozostał z poprzedniego modelu: 6-cylindrowy rzędowy, dolnozaworowy, benzynowy, o pojemności 3,57 l (217,8 cali sześciennych), osiągający moc 97 KM, połączony z trzybiegową manualną skrzynią biegów. Był to zarazem jedyny silnik wszystkich modeli Plymoutha. Silnik napędzał tylne koła przez most napędowy. Opony miały rozmiar 6,40×15. Opcjonalnym wyposażeniem były m.in. radio i elektryczny zegar.
Wyprodukowano 91 322 samochody 1951 rocznika, co stanowiło tylko 15,3% sprzedaży marki. Ceny bazowe wynosiły od 1537 dolarów za coupe i 1673 dolarów za sedan do 2064 za kombi Suburban i 2182 za kombi Savoy. Kombi Savoy różniło się lepszym wykończeniem wnętrza, a zewnątrz chromowanymi obwódkami wokół szyb zamiast gumowych i chromowanymi przednimi osłonami tylnych błotników.
Samochody Plymouth były używane też w sporcie samochodowym – w 1951 roku w wyścigach serii NASCAR uczestniczyły 52 Plymouthy (więcej było jedynie Fordów), które z powodzeniem nawiązywały walkę z dominującymi mocniejszymi samochodami Oldsmobile i Hudson Hornet. Pomimo tylko dwóch zwycięstw, dzięki dobrym dalszym miejscom, uplasowały się na drugim miejscu w klasyfikacji ogólnej za Oldsmobile.
Samochody Plymouth Concord były produkowane w Kanadzie również ze zmienionymi atrapami chłodnicy, ozdobami i detalami jako Dodge Kingsway na rynek kanadyjski i inne rynki eksportowe oraz jako DeSoto Diplomat na eksport.

### Model 1952

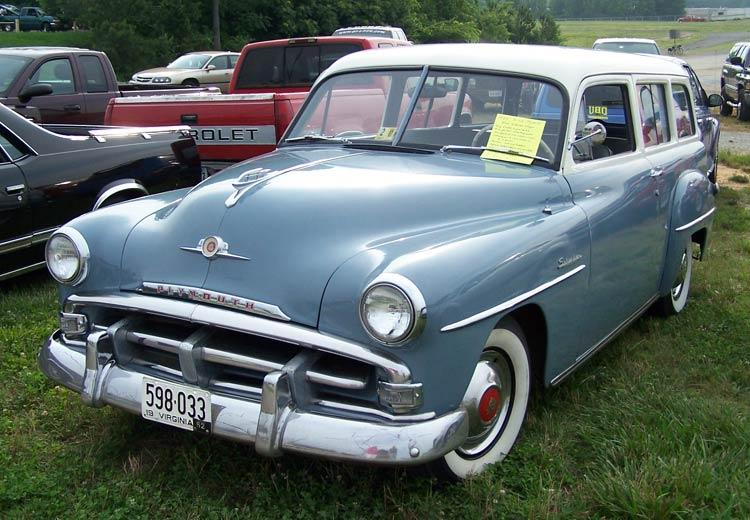
1952 Plymouth Concord Suburban

Na 1952 rok Plymouth planował wprowadzenie całkiem nowego samochodu, lecz uniemożliwiły to ograniczenia materiałowe związane z wojną koreańską i w konsekwencji nadal produkowano ten sam nieznacznie zmieniony model. Zmiany stylistyczne były minimalne, obejmowały głównie ozdoby na masce i bagażniku. Emblemat na masce z wizerunkiem żaglowca był teraz okrągły, zmieniła się też forma ozdoby na bardziej przypominającą żaglowiec, bez fal. Drobną zmianą z boku były nazwy modeli na błotniku zapisane metalowymi literami pisanymi w miejsce bezszeryfowych kapitalików. Jako opcja pojawiły się barwione szyby Solex. W zakresie mechanicznym wprowadzono opcjonalny nadbieg do skrzyni biegów, zwiększający ekonomikę jazdy na trasie (za 102 dolary).
Wyprodukowano 48 592 samochodów tego rocznika. Ceny bazowe wzrosły w niewielkim stopniu, wynosząc od 1601 dolarów za coupe do 2273 za kombi Savoy. Łącznie przez dwa lata produkcji powstało 76 520 najpopularniejszych odmian kombi, 49 139 sedanów i 14 255 trzymiejscowych coupe. 
Na kolejny 1953 rok modelowy, wraz z opracowaniem nowej konstrukcji samochodu, Plymouth zrezygnował z modelu Concord, włączając trzymiejscowe coupe i kombi Suburban do gamy modelu Cambridge, a kombi Savoy do gamy wyższego modelu Cranbrook.
W 1952 roku samochody Plymouth zajęły trzecie miejsce w klasyfikacji wyścigów NASCAR, za Hudsonem Hornetem i Oldsmobile.

## Dane techniczne (1951 rok)
Napęd:
- Silnik: gaźnikowy, R6, dolnozaworowy, chłodzony cieczą, umieszczony podłużnie z przodu, napędzający koła tylne[8]
- Pojemność skokowa: 217,8 cali sześciennych (ok. 3569 cm³)[3]
- Średnica cylindra × skok tłoka: 3¼" × 4⅜" (ok. 83 × 111 mm)[8]
- Moc maksymalna: 97 KM przy 3600 obr./min[8]
- Stopień sprężania: 7:1[8]
- Skrzynia przekładniowa mechaniczna 3-biegowa z biegiem wstecznym, II i III bieg zsynchronizowane[8]
- Sprzęgło: jednotarczowe, suche[8]
- Przekładnia główna: hipoidalna, o przełożeniu 3,9:1[8]
- Instalacja elektryczna: 6 V[8]
- Zapłon: elektryczny, kluczykowy[8]

Układ jezdny:
- Podwozie: spawana rama nośna konstrukcji skrzynkowej[8]
- Zawieszenie przednie: niezależne, resorowane sprężynami[8]
- Zawieszenie tylne: sztywna oś na podłużnych resorach półeliptycznych, teleskopowe amortyzatory hydrauliczne[8]
- Hamulce przednie i tylne bębnowe hydrauliczne[8]
- Ogumienie: diagonalne o wymiarach 6,40×15[3]

Dane eksploatacyjne:
- Prędkość maksymalna: 135 km/h (84 mph) (1952)[5]